# Iván Noble
Iván Álvarez Noble (Morón, provincia de Buenos Aires, 5 de marzo de 1968) es un músico y actor argentino. Fue líder de la banda de rock barrial Caballeros de la Quema entre 1989 hasta 2001. Tras su separación en 2002, Noble comenzó su carrera solista.

## Trayectoria musical

### 1989-2002: Caballeros de La Quema
En el año 1989 Noble forma Caballeros de La Quema junto a algunos excompañeros del colegio Dorrego de Morón (Buenos Aires). Dos años después editan su primera producción en casete titulada Primavera negra y en 1993 su primer trabajo discográfico, Manos vacías. Después editaron Sangrando (1994) y Perros, perros y perros (1996).  También trabajó en los filmes Graciadió (1997), 5 pal' peso y "Peluca y Marisita (2001), todos de Raúl Perrone.

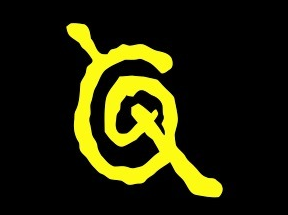
Logotipo de Los Caballeros de la Quema, agrupación que lideró desde 1989 a 2002.

El éxito de la banda comenzó en 1998, a partir del disco La paciencia de la araña que se convirtió en disco de oro con 30.000 copias vendidas. Gran parte de este éxito se debe al corte promocional «Avanti morocha». En el año 2000, grabaron su último disco, Fulanos de nadie y al año siguiente la banda se separa de manera definitiva. Durante 2001 y 2002, Noble participó en las series televisivas Culpables, interpretando a Aliverti y en 099 Central, encarnando a El Mudo, un policía verborrágico. También en ese año debutó en la pantalla grande con Peluca y Marisita, que muestra a Noble interpretando un personaje de los suburbios del oeste del Gran Buenos Aires.

### 2003-actualidad: Carrera como solista
Al tiempo que desarrollaba su faceta como actor, continuaba componiendo el material para el que sería su debut discográfico como solista. Para ello también comenzó a armar la banda que grabaría el disco: llegaron el bajista Beno Guelbert (ex La Zimbabwe Reggae Band, Clap, Man Ray, Las Pelotas, etc.) y el baterista, de origen mexicano, Fernando Torreblanca, quien sería reemplazado luego de las grabaciones del primer CD por Gerardo Farez. Ariel Lobos, un viejo amigo de Noble, se hizo cargo de las guitarras y Sufián Cantilo trajo sus pianos, teclados y programaciones. Para su tercer disco habría otra modificación en la banda, Beno Guelbert fue reemplazado por Guillermo Vadalá y Marcelo Predacino reemplazó a Lobos en la guitarra.

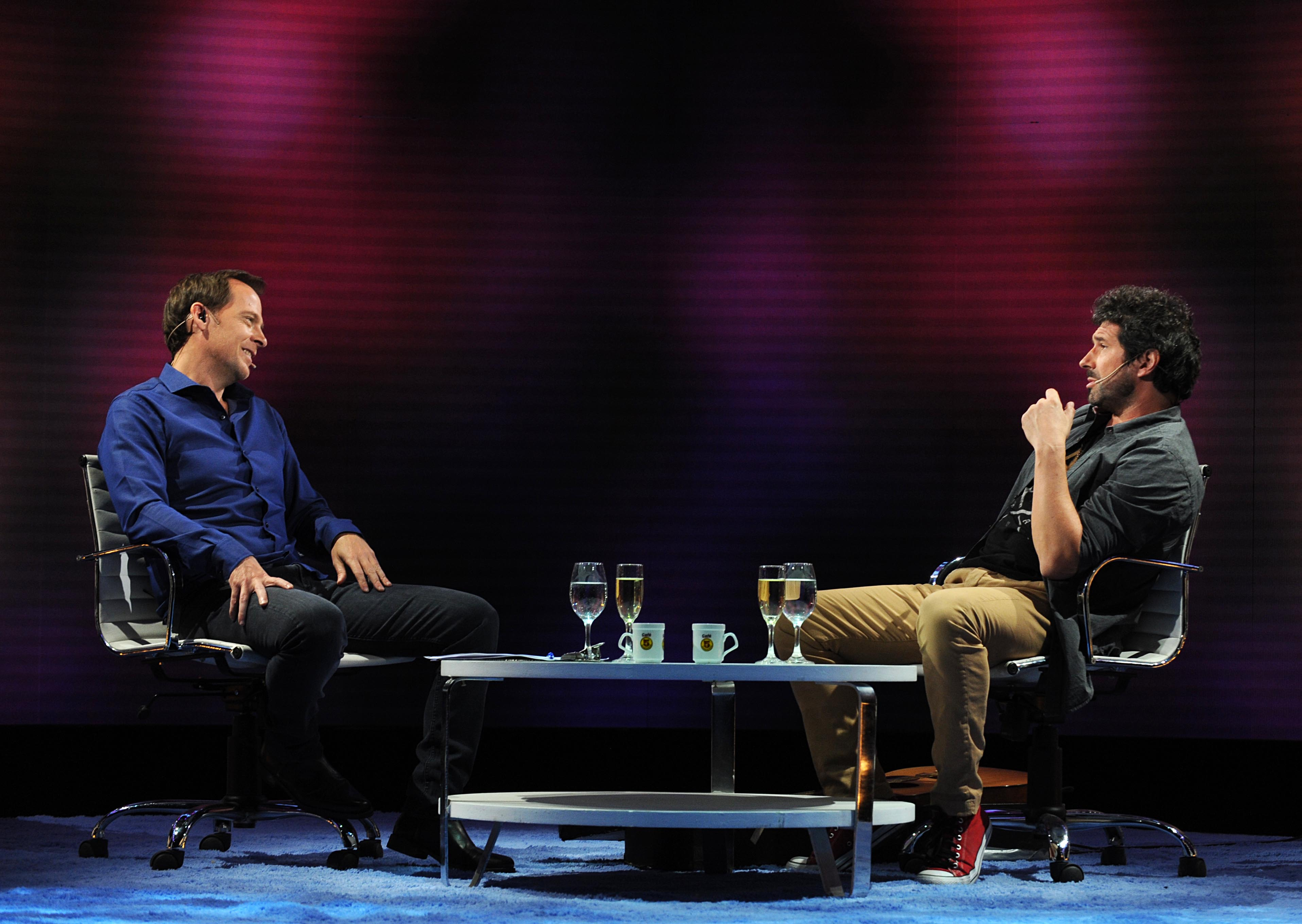
Noble siendo entrevistado por Matías Martin.

Su carrera como solista comenzó con el álbum Preguntas equivocadas (2003) con un estilo más lejano al de Los Caballeros de la Quema y mucho más a gusto entre baladas, bases electrónicas y aires de tango. El broche de oro de su debut solista es la presencia del cantautor español Joan Manuel Serrat interpretando a dúo el tema «Las malas compañías», de la autoría del catalán. En este disco se destacan radialmente los temas «No cuentes conmigo», «Amor a tercera vista» y «Un minuto antes de dejar de quererte».
2004-2009: Éxito solista y consagración musical
En el año 2004 editó Nadie sabe dónde, que tiene una potencia que se asemeja a su última época como líder de Los Caballeros de la Quema. El material fue producido artísticamente por Juanchi Baleirón (Los Pericos). Los temas más difundidos del disco son «Otro vaso y me voy», «A soñar un rato» y «La propina». 
En el año 2006 ganó el Martín Fierro al Mejor tema música original por «Cuerpo a tierra». Este tema fue compuesto para la serie Criminal protagonizada por Diego Peretti e Inés Estévez que se emitió durante el 2005, por Canal 9.
El 2007 lanzó su tercer disco solista llamado Intemperie con el cual, según el mismo Noble, deja el rock para dedicarse al género "canción". La balada «Bienvenito», dedicado a su hijo Benito, y los temas «Olivia» y «Bendito infierno», son los más exitosos del material.
En septiembre de 2009 aparece su nuevo material discográfico en formato CD/DVD, bajo el nombre de Dicho y hecho, que oficia de repaso de sus tres discos solistas, más algunos temas de su época con los Caballeros y tres nuevos, de los cuales se destacan «Dame un motivo» y «Voy al grano».
2010-2016: La parte de los ángeles, Pistolas al amanecer y shows nacionales
En 2011, Iván presenta lo que él mismo ha dado en llamar un "disco de divorcio", al cual titula La parte de los ángeles. Producido por Mariano Otero, cuenta con once canciones y dos participaciones destacadas: Fito Páez en el tema «Parte por parte» y Sebastián Wainraich con un monólogo en la canción «Ella se muere». Según el cantautor, es su disco más extrovertido y a su vez el más confesional. Se destaca en los medios el tema «El chico de los mandados».
En 2013 publica su sexta placa solista, Pistolas al amanecer que incluye una versión de «Me olvide de vivir» compuesta por el español Julio Iglesias. El sencillo promocional del álbum fue la canción «Waterloo».

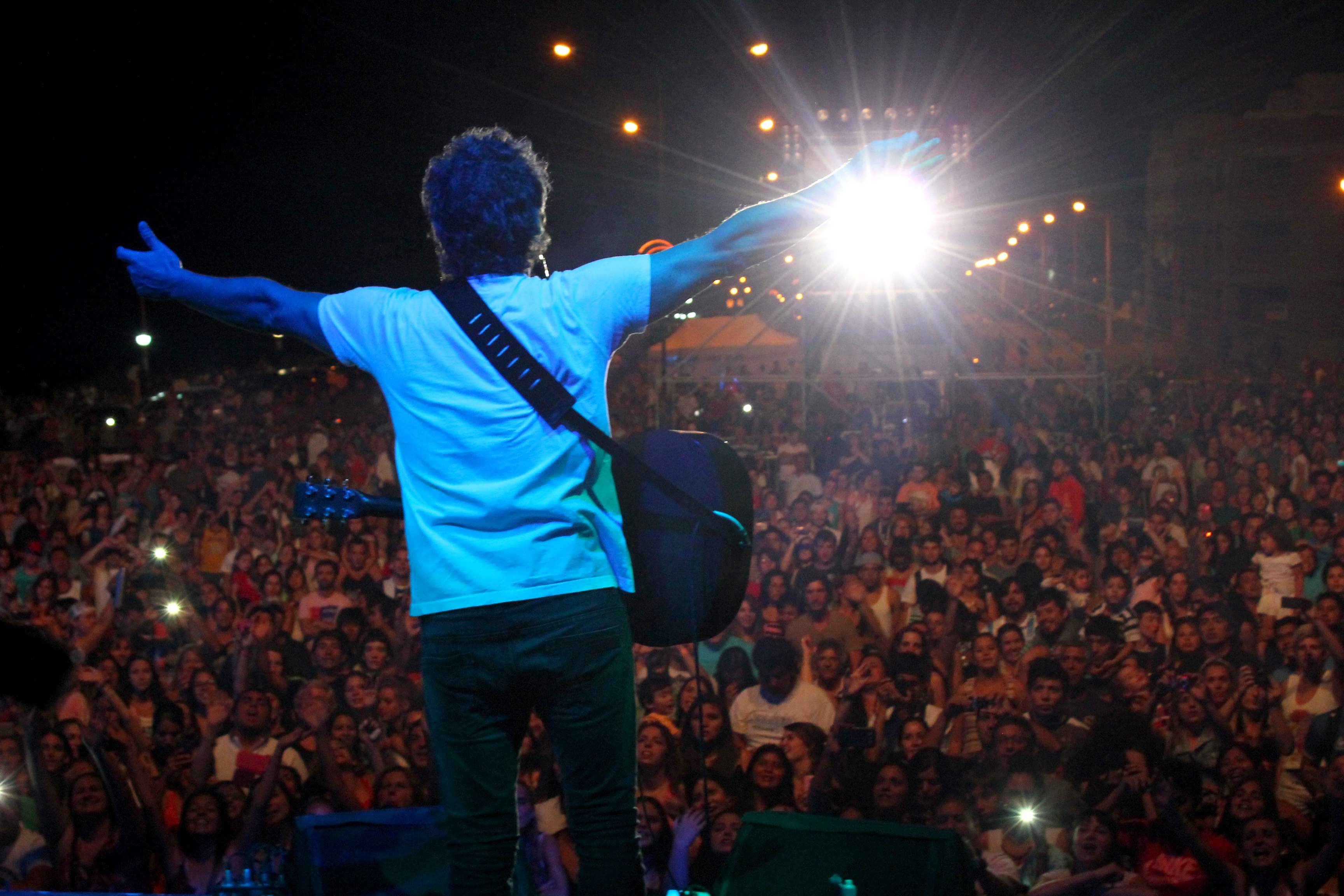
Noble en un concierto en Las Grutas, Rio Negro, año 2014

El 18 de marzo de 2016, presenta su nuevo álbum Perdido por perdido, que contó con la participación de grandes músicos como Aaron Sterling (Batería) y Sean Hurley (Bajo) músicos de John Mayer, Mark Goldenberg (Guitarra) músico de Hugh Laurie, Jackson Browne y la voz de David Lebón en la canción «Llenemos las petacas». El primer corte de difusión fue «Abrázame». El segundo es «Perdido por perdido». El bautismo de este nuevo material fue el 15 de abril de 2016 en el Teatro Ópera. Después de muchas presentaciones a lo largo del país, Noble despide el año el 17 de diciembre en Niceto con un show que según el "será largo, transpirado y todos de parado como cuando éramos púberes".
2017-presente: Perdido por perdido, Mujer & Ego y El arte de comer sin ser comido
El 30 de noviembre de 2018 lanzó el primer sencillo de un nuevo álbum, una versión de la canción «Moscas en la casa», de Shakira y en agosto de 2019 lanza Mujer & Ego, álbum donde homenajea a aquellas mujeres que compusieron temas que a él le hubiera gustado componer y también aquellos temas que fueron escritos por hombres pero popularizados por mujeres, como es el caso de «De que se ríen» poema de Mario Benedetti que supo cantar Nacha Guevara y «Que te vaya bonito» del mexicano José Alfredo Jiménez pero conocida en la voz de la gran Chavela Vargas.

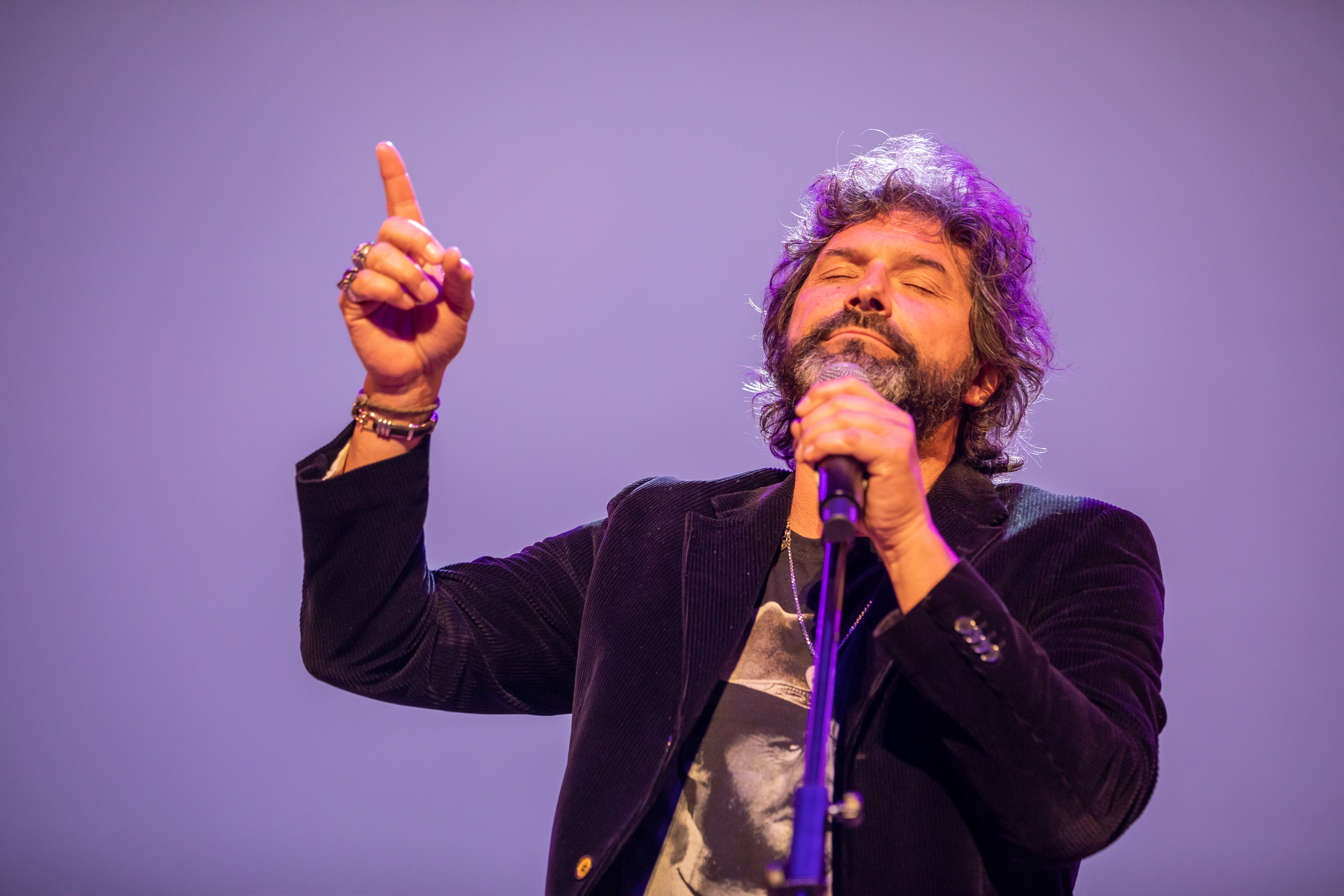
Noble en el homenaje a Leonardo Favio, realizado por el Ministerio de Cultura, año 2022

El 4 de septiembre del 2020 lanza el video y sencillo «¿Quién no es una bomba de tiempo?», el 18 de junio de 2021 lanza el sencillo y videoclip «Caronte» el 29 de octubre lanza el sencillo «Fango», ya el 5 de noviembre lanza el álbum El arte de comer sin ser comido. El disco trae 11 temas y cuenta con la participación de León Gieco, en el tema «Arcoíris roto», el Chango Spasiuk en el tema «Sátiros y santos», y Rosario Ortega en el tema «No te molestes en quererme».
En 2022, a cinco años de su última presentación (2017) los medios anunciaron que Caballeros de la Quema se volvió a reunir, se presentaron por primera vez en Castelar después de 20 años. En 2023 bajo un marco celebratorio la banda hizo sold-out en el Estadio Luna Park. En 2024 anunciaron uno de sus shows más grandes en el Estadio Obras Sanitarias, precisamente para el 22 de junio de ese año, dónde presentarían todos sus éxitos.

## Trayectoria como actor
En la década del 90' participó de películas argentinas exitosas como No seas cruel, Graciadió, 5 pal' peso y en los años 2000 incursionó en las series de televisión, formando parte de Culpables, 099 Central, Todos contra Juan 2 entre otras. En 2014 tuvo cameos en la telecomedia Viudas e hijos del rock and roll.

## Vida personal
Estuvo casado con la actriz Julieta Ortega desde 2002 hasta 2009 con la que tiene un hijo llamado Benito nacido en noviembre de 2005. Noble y Ortega mantuvieron una relación pública por sus trabajos, que finalizó con infidelidad.

## Discografía

### Con Caballeros de la quema
- Primavera negra (1991)
- Manos vacías (1993)
- Sangrando (1994)
- Perros, perros y perros (1996)
- La paciencia de la araña (1998)
- En vivo (1999)
- Fulanos de nadie (2000)
- Fulanos de nadie Reedición aumentada (2001)
- Vivo en Provincia Emergente (2017)

### Como solista
- Preguntas equivocadas (2003)
- Nadie sabe donde  (2004)
- Intemperie (2007)
- Dicho y hecho (2009)
- La parte de los ángeles (2011)
- Pistolas al amanecer (2013)
- Perdido por perdido (2016)
- Mujer & Ego (2019)
- El arte de comer sin ser comido (2021)

## Filmografía
Cine
- No seas cruel (1996)
- Graciadió (1997) - Rulo
- 5 pal' peso (1998)
- Peluca y Marisita (2001) - Peluca
- Historias de Argentina en Vivo (2001) - Grupo Los Caballeros de la Quema

Televisión
- Culpables (Canal 13, 2001) - Aliverti
- 099 Central (Canal 13, 2002) - Martín "Mudo" Muñoz
- Todos contra Juan 2 (Telefe, 2010) - Cameo
- Viudas e hijos del rock and roll (Telefe, 2014) - Cameo
- Eléctrica (Vimeo, 2015) - Cameo[21]
- Un minuto de silencio (DeporTV, 2022) - Conducción[22]

## Radio
Rock & Pop Beach FM 98.9
- ¿Cuánto cuesta ese capricho?

Actitud Rock FM 101.9
- Otro jueves cobarde

Nacional Rock
- ¿Cuánto cuesta ese capricho?

Radio Del Plata
- Fulanos de nadie

## Premios y nominaciones
Premios Carlos Gardel
| Año  | Categoría(s)                                       | Nominación                      | Resultado | Ref.   |
| ---- | -------------------------------------------------- | ------------------------------- | --------- | ------ |
| 2017 | Mejor álbum artista canción testimonial y de autor | «Perdido por perdido»           | Nominado  | [ 23 ] |
| 2020 | Mejor álbum de rock                                | Mujer & Ego                     | Nominado  | [ 24 ] |
| 2022 | Mejor álbum de autor                               | El arte de comer sin ser comido | Nominado  | [ 25 ] |

Premios Martín Fierro
| Año  | Categoría(s)           | Nominación        | Resultado |
| ---- | ---------------------- | ----------------- | --------- |
| 2006 | Mejor canción original | «Cuerpo a tierra» | Ganador   |